# Эллиптический фильтр
Эллиптический фильтр (фильтр Кауэра, или фильтр Золотарёва) — электронный фильтр, характерной особенностью которого являются пульсации амплитудно-частотной характеристики как в полосе пропускания, так и полосе подавления. Величина пульсаций в каждой из полос независима друг от друга. Другой отличительной особенностью такого фильтра является очень крутой спад амплитудной характеристики, поэтому с помощью этого фильтра можно достигать более эффективного разделения частот, чем с помощью других линейных фильтров. При цитировании важно помнить что в западной литературе называется исключительно фильтром Кауэра, в соответствии с первенством описания в работах по теории цепей и телефонии. Золотарев, ученик Чебышева, лишь развивал его теорию и не остался в истории связи за пределами России; телефония появится лишь незадолго до его смерти. Поэтому часто применяют компромиссный термин "эллиптический" фильтр.
Если пульсации в полосе подавления равны нулю, то эллиптический фильтр становится фильтром Чебышёва I рода. Если пульсации равны нулю в полосе пропускания, то фильтр становится фильтром Чебышёва II рода. Если же пульсации отсутствуют на всей амплитудной характеристике, то фильтр становится фильтром Баттерворта.
Амплитудно-частотная характеристика эллиптического фильтра низких частот является функцией круговой частоты ω и задаётся следующим выражением:
{\displaystyle G_{n}(\omega )={1 \over {\sqrt {1+\epsilon ^{2}R_{n}^{2}(\xi ,\omega /\omega _{0})}}}}
где Rn — рациональная эллиптическая функция n-го порядка и
{\displaystyle \omega _{0}} — частота среза
{\displaystyle \epsilon } — показатель пульсаций (англ. ripple factor)
{\displaystyle \xi } — показатель селективности (англ. selectivity factor)
Значение показателя пульсаций определяет пульсации в полосе пропускания, пульсации же в полосе подавления зависят как от показателя пульсаций, так и от показателя селективности.

## Свойства

АЧХ эллиптического фильтра низких частот четвёртого порядка с ε=0,5 и ξ=1,05. Также показано минимальный коэффициент передачи в полосе пропускания, максимальный коэффициент передачи в полосе подавления и переходная зона между частотами (нормированными) 1 и ξ

Переходная зона (увеличен масштаб по оси абсцисс).

- В полосе пропускания эллиптическая функция меняет значения от нуля до единицы. АЧХ в полосе пропускания, таким образом, варьирует от единицы до {\displaystyle 1/{\sqrt {1+\epsilon ^{2}}}}.
- В полосе подавления эллиптическая функция меняет значения от бесконечности до значения {\displaystyle L_{n}}, которое определяется как:

{\displaystyle L_{n}=R_{n}(\xi ,\xi ).}
АЧХ в полосе подавления, таким образом, меняет значения от нуля до {\displaystyle 1/{\sqrt {1+\epsilon ^{2}L_{n}^{2}}}.}
- Предельный случай {\displaystyle \xi \rightarrow \infty } превращает эллиптическую функцию в многочлен Чебышёва, и, таким образом, эллиптический фильтр становится фильтром Чебышёва I рода с показателем пульсаций {\displaystyle \varepsilon .}
- Так как фильтр Баттерворта является предельным случаем фильтра Чебышёва, то при выполнении условий {\displaystyle \xi \rightarrow \infty ,} {\displaystyle \omega _{0}\rightarrow 0} и {\displaystyle \epsilon \rightarrow 0} так что {\displaystyle \epsilon \,R_{n}(\xi ,1/\omega _{0})=1} эллиптический фильтр становится фильтром Баттерворта.
- Предельный случай {\displaystyle \xi \rightarrow \infty ,} {\displaystyle \epsilon \rightarrow 0} и {\displaystyle \omega _{0}\rightarrow 0} так что {\displaystyle \xi \omega _{0}=1} и {\displaystyle \epsilon L_{n}=\alpha } превращает эллиптический фильтр в фильтр Чебышёва II рода с АЧХ:

{\displaystyle G(\omega )={\frac {1}{\sqrt {1+{\frac {1}{\alpha ^{2}T_{n}^{2}(1/\omega )}}}}}.}

## Полюсы и нули

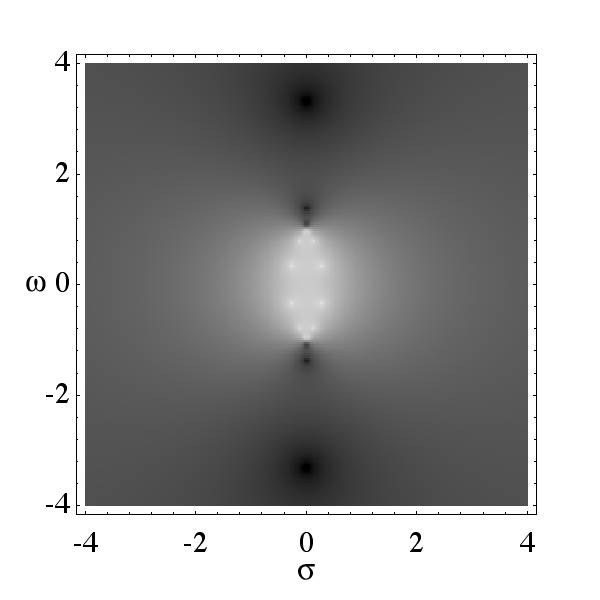
Логарифм модуля АЧХ эллиптического фильтра 8 порядка на плоскости комплексной частоты (s=σ+jω) с ε=0,5, ξ=1,05 и. Белые пятна — полюса, тёмные — нули. Всего на графике 16 полюсов и 8 нулей второго порядка. На графике чёрный цвет соответствует усилению менее 0,0001, а белый — усилению более 10.

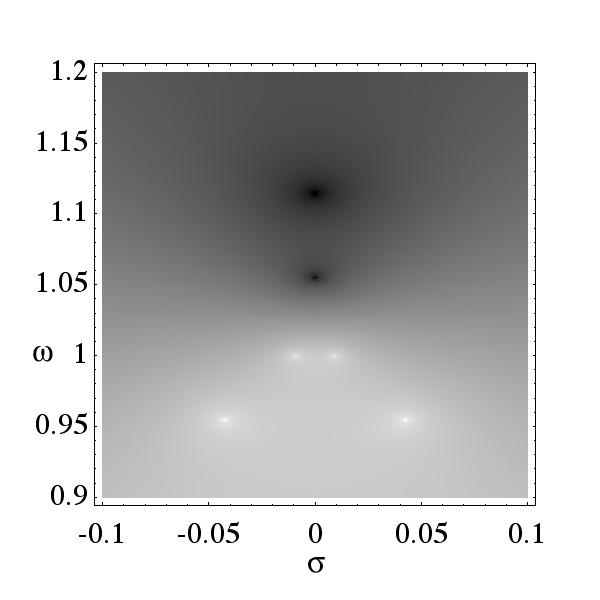
Переходная зона фильтра (увеличено).

Нули модуля АЧХ совпадают с полюсами дробно-рациональной эллиптической функции.
Полюса эллиптического фильтра могут быть определены так же, как и полюса фильтра Чебышёва I рода. Для простоты примем частоту среза равной единице. Полюса {\displaystyle (\omega _{pm})} эллиптического фильтра будут нулями знаменателя амплитудной характеристики. Используя комплексную частоту {\displaystyle s=\sigma +j\omega ,} получим:
{\displaystyle 1+\epsilon ^{2}R_{n}^{2}(-js,\xi )=0}
Пусть {\displaystyle -js=\mathrm {cd} (w,1/\xi )}, где cd — эллиптическая косинус-функция Якоби. Тогда, используя определение эллиптической дробно-рациональной функции, получим:
{\displaystyle 1+\epsilon ^{2}\mathrm {cd} ^{2}\left({\frac {nwK_{n}}{K}},{\frac {1}{L_{n}}}\right)=0}
где {\displaystyle K=K(1/\xi )} and {\displaystyle K_{n}=K(1/L_{n})}. Разрешив относительно w
{\displaystyle w={\frac {K}{nK_{n}}}\mathrm {cd} ^{-1}\left({\frac {\pm j}{\epsilon }},{\frac {1}{L_{n}}}\right)+{\frac {mK}{n}},}
где значения обратной cd-функции сделаны явными при помощи целого индекса m.
Полюса эллиптической функции в таком случае:
{\displaystyle s_{pm}=i\,\mathrm {cd} (w,1/\xi ).}
Как и в случае многочленов Чебышёва, это можно выразить в явной комплексной форме

{\displaystyle s_{pm}={\frac {a+jb}{c}},}
{\displaystyle a=-\zeta _{n}{\sqrt {1-\zeta _{n}^{2}}}{\sqrt {1-x_{m}^{2}}}{\sqrt {1-x_{m}^{2}/\xi ^{2}}},}
{\displaystyle b=x_{m}{\sqrt {1-\zeta _{n}^{2}(1-1/\xi ^{2})}},}
{\displaystyle c=1-\zeta _{n}^{2}+x_{i}^{2}\zeta _{n}^{2}/\xi ^{2},}
где {\displaystyle \zeta _{n}} — функция от {\displaystyle n,\,\epsilon }, а {\displaystyle \xi } и {\displaystyle x_{m}} — нули эллиптической функции. Функция {\displaystyle \zeta _{n}} определена для всех n в смысле эллиптической функции Якоби. Для порядков 1 и 2 имеем
{\displaystyle \zeta _{1}={\frac {1}{\sqrt {1+\epsilon ^{2}}}},}
{\displaystyle \zeta _{2}={\frac {2}{(1+t){\sqrt {1+\epsilon ^{2}}}+{\sqrt {(1-t)^{2}+\epsilon ^{2}(1+t)^{2}}}}},}
где
{\displaystyle t={\frac {1}{\sqrt {1-1/\xi ^{2}}}}.}
Рекурсивные свойства эллиптических функций можно использовать для построения выражений более высокого порядка для {\displaystyle \zeta _{n}}:
{\displaystyle \zeta _{m\cdot n}(\xi ,\epsilon )=\zeta _{m}\left(\xi ,{\sqrt {{\frac {1}{\zeta _{n}^{2}(L_{m},\epsilon )}}-1}}\right),}
где {\displaystyle L_{m}=R_{m}(\xi ,\xi ).}

## Эллиптические фильтры с минимальной добротностью
См.

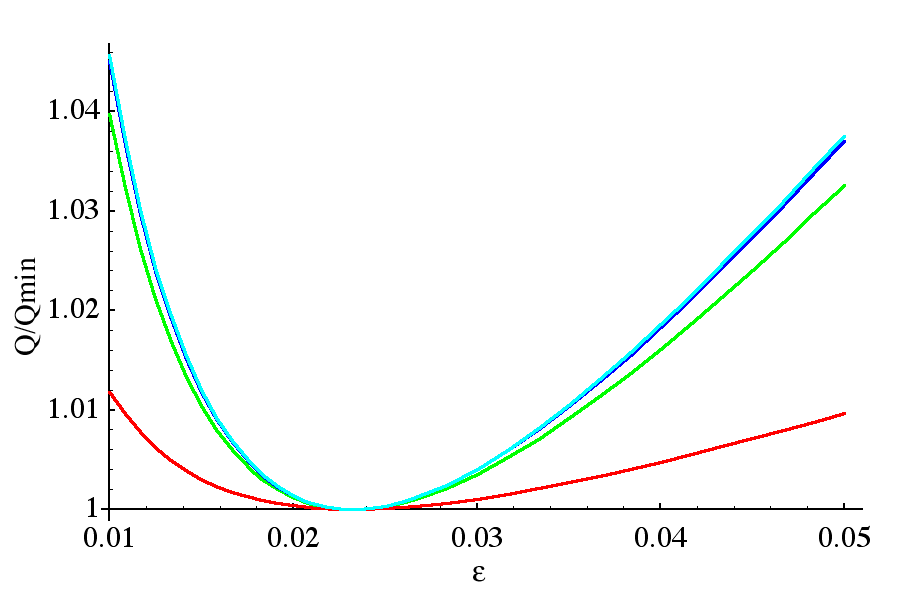
Нормированные добротности для полюсов эллиптического фильтра восьмого порядка с ξ=1,1 как функции показателя пульсаций ε. Каждая кривая представляет четыре полюса, так как комплексно сопряжённые и противоположные по знаку пары полюсов имеют одинаковую добротность. Добротность всех полюсов имеет минимум при ε_{Qmin}=1/√L_{n}=0,02323…

Эллиптические фильтры обычно определяются путём задания определённой величины пульсаций в полосе пропускания, полосе подавления и крутизной амплитудной характеристики. Эти характеристики являются определяющими для задания минимального порядка фильтра. Другой подход к проектирования эллиптического фильтра заключается в определении чувствительности амплитудной характеристики аналогового фильтра к значениям его электронных компонент. Эта чувствительность обратно пропорциональна специальному показателю (добротности) полюсов передаточной функции фильтра. Добротностью полюса определяется как:
{\displaystyle Q=-{\frac {|s_{pm}|}{2\mathrm {Re} (s_{pm})}}=-{\frac {1}{2\cos(\arg(s_{pm}))}}}
и является мерой влияния данного полюса на общую амплитудную характеристику. Для эллиптического фильтра заданного порядка существует связь между показателем пульсаций и фактором селективности, который минимизирует добротность всех полюсов передаточной функции:
{\displaystyle \epsilon _{Qmin}={\frac {1}{\sqrt {L_{n}(\xi )}}}}
Это приводит к существованию фильтра, наименее чувствительного к изменению параметров компонент фильтра, однако при таком способе проектирования теряется возможность независимо назначать величину пульсаций в полосе пропускания и полосе подавления. Для таких фильтров при увеличении порядка пульсации как в полосе подавления, так и в полосе пропускания уменьшаются, а крутизна характеристики вокруг частоты среза увеличивается. При расчёте фильтра с минимальной добротностью необходимо учитывать, что порядок такого фильтра будет больше, чем при обычном методе расчёта. График модуля амплитудной характеристики будет выглядеть практически так же, как и раньше, однако полюса будут располагаться не по эллипсу, а по кругу, причём в отличие от фильтра Баттерворта, полюса которого также располагаются по кругу, расстояние между ними будет неодинаковым, а на мнимой оси будут располагаться нули.

## Сравнение с другими линейными фильтрами

Сравнение амплитудно-частотных характеристик фильтров 5-го порядка: Баттерворта, Чебышёва 1-го и 2-го типов и эллиптического

На рисунке представлены графики амплитудно-частотных характеристик некоторых наиболее распространённых линейных электронных фильтров 5-го порядка.
Как следует из графиков, эллиптический фильтр имеет наибольшую крутизну характеристики, однако он также обладает самыми большими пульсациями как в полосе пропускания, так и в полосе подавления.